# Cryptanthus lutherianus
Cryptanthus lutherianus é uma espécie de planta do gênero Cryptanthus e da família Bromeliaceae. 

## Taxonomia
A espécie foi descrita em 1998 por Ivón Mercedes Ramírez Morillo. 

## Forma de vida
É uma espécie terrícola e herbácea. 

## Descrição
Planta acaulescente, ramificações nas axilas das inflorescências presentes, eventualmente ramificações basais presentes. Ela tem folhas eretas, 12-15 por roseta.  
| Caule            | Caule                              |
| ---------------- | ---------------------------------- |
| colmo alongado   | ausente                            |
| Folha            |                                    |
| pseudopecíolo    | ausente                            |
| lâmina foliar    | 45 - 80 centímetros de comprimento |
| Inflorescência   |                                    |
| bráctea primária | vermelha                           |
| bráctea floral   | 1                                  |
| Flor             |                                    |
| flor             | 4 - 4                              |

## Conservação
A espécie faz parte da Lista Vermelha das espécies ameaçadas do estado do Espírito Santo, no sudeste do Brasil. A lista foi publicada em 13 de junho de 2005 por intermédio do decreto estadual nº 1.499-R. 

## Distribuição
A espécie é encontrada no estado brasileiro de Espírito Santo. 
A espécie é encontrada no domínio fitogeográfico de Mata Atlântica, em regiões com vegetação de floresta ombrófila pluvial.